# Episodi di Memphis Beat (seconda stagione)
La seconda e ultima stagione della serie televisiva Memphis Beat è stata trasmessa in prima visione negli Stati Uniti d'America dal canale via cavo TNT dal 14 giugno al 16 agosto 2011.
In Italia è stata trasmessa dal 5 aprile al 3 maggio 2012 sul canale Premium Crime della piattaforma televisiva Mediaset Premium.
| nº | Titolo originale     | Titolo italiano     | Prima TV USA   | Prima TV Italia |
| -- | -------------------- | ------------------- | -------------- | --------------- |
| 1  | At the River         | Il bravo poliziotto | 14 giugno 2011 | 5 aprile 2012   |
| 2  | Inside Man           | L'informatore       | 21 giugno 2011 | 5 aprile 2012   |
| 3  | Lost                 | Scomparsa           | 28 giugno 2011 | 12 aprile 2012  |
| 4  | Flesh and Blood      | Piccola sorpresa    | 5 luglio 2011  | 12 aprile 2012  |
| 5  | The Things We Carry  | Il peso dei ricordi | 12 luglio 2011 | 19 aprile 2012  |
| 6  | Troubled Waters      | In cattive acque    | 19 luglio 2011 | 19 aprile 2012  |
| 7  | Body of Evidence     | Il corpo del reato  | 26 luglio 2011 | 26 aprile 2012  |
| 8  | Identity Crisis      | Furti d'identità    | 2 agosto 2011  | 26 aprile 2012  |
| 9  | Ten Little Memphians | Segreti di famiglia | 9 agosto 2011  | 3 maggio 2012   |
| 10 | The Feud             | La faida            | 16 agosto 2011 | 3 maggio 2012   |